# 하늘을 나는 트렁크

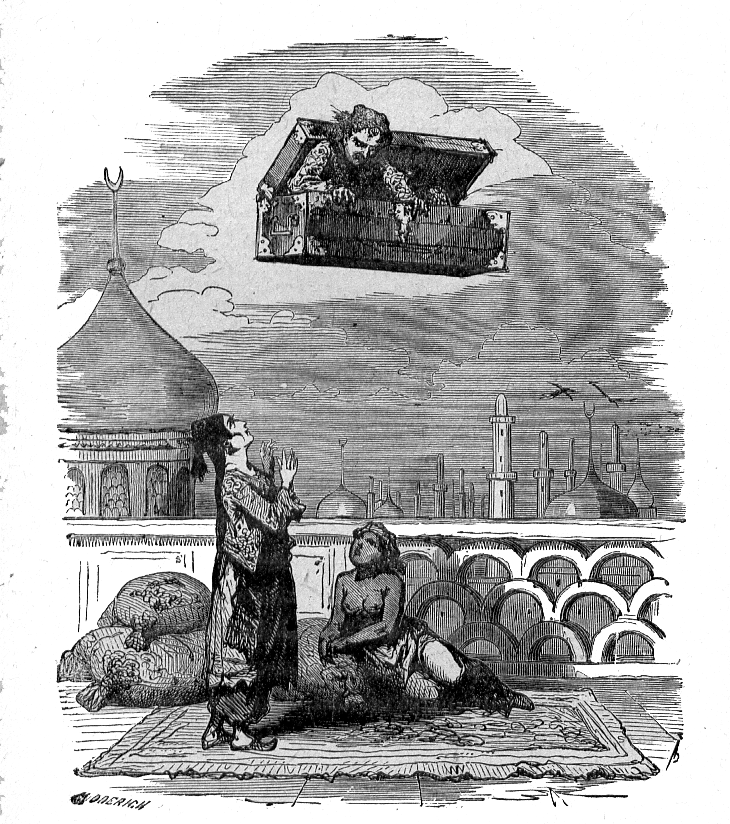

하늘을 나는 트렁크(덴마크어: Den flyvende Kuffert)는 덴마크 시인이자 작가 한스 크리스티안 안데르센의 동화이다. 이 이야기는 1839년에 처음 출판되었다.

## 줄거리
한 젊은이는 가난해질때까지 자신의 재산을 탕진하지만 몇 실링, 1켤레의 슬리퍼 및 낡은 가운을 남긴다. 친구가 날아갈수 있는 방향으로 그에게 트렁크를 보낸다. 짐을 꾸릴 필요가 없기 때문에, 그는 트렁크에 들어간다. 트렁크는 마술에 걸려서 그를 터키(現 튀르키예)로 운반한다. 그는 트렁크를 이용하여 술탄의 딸을 방문한다. 술탄의 딸은 결혼 생활이 불행하다는 예언 때문에 탑에 갇힌다.
그는 그녀가 그와 결혼하도록 설득한다. 아버니와 어머니가 탑을 방문하면, 그는 이야기를 들려준다. 그들은 인상이 깊고 결혼하는 것을 찬성한다. 다가오는 결혼을 축하하기 위해, 젊은이는 불꽃 재료를 사고 육지를 떠난다. 지상으로 돌아가서, 스파크가 트렁크를 소각하고 젊은이는 더 이상 탑에 있는 공주를 방문하지 못한다. 대신, 그는 세상을 방황하면서 이야기를 전한다.